# Mohácsy István
Mohácsy István  (Budapest, 1996. szeptember 15. –) magyar gazdasági szakember, politikus és közéleti szereplő, a Fidelitas országos elnöke és Biatorbágy város önkormányzati képviselője. Tevékenységét a nemzeti értékek képviselete, a fiatal generációk körében a közéleti érdeklődés ösztönzése, valamint a patrióta gondolkodás népszerűsítése jellemzi.

## Életpályája és tanulmányai
Mohácsy István 1996. szeptember 15-én született Budapesten. Tanulmányait a  Budapesti Gazdaságtudományi Egyetemen végezte, ahol gazdálkodási és menedzsment szakon szerzett diplomát. Már fiatalon érdeklődött a közélet és a politika iránt, amely meghatározta későbbi pályáját.

## Szakmai karrier
Pályafutását 2017-ben kezdte az Országgyűlés Hivatalában, majd különböző államigazgatási pozíciókban dolgozott, köztük a Miniszterelnöki Kabinetirodában, a Miniszterelnökség és a Külgazdasági és Külügyminisztérium kabinetjeiben.

### Pártpolitikai tevékenység
Mohácsy István 2011-ben csatlakozott a Fidelitashoz, Magyarország legnagyobb jobboldali ifjúsági szervezetéhez. A Fidelitas biatorbágyi szervezetének elnökeként (2015–2017) aktívan részt vett a helyi közélet alakításában, majd 2017-től a Pest vármegyei szervezet vezetését vette át. Országos szinten 2022-ben alelnökké választották, és 2024-ben a Fidelitas országos elnöke lett. Vezetése alatt a szervezet célja a hazafias értékek erősítése, a fiatalok közéleti aktivitásának előmozdítása, valamint a nemzeti identitás megerősítése. Egy 2024-es interjúban így fogalmazott: „A mai világban a valódi lázadás azt jelenti, ha valaki patrióta és nemzeti gondolkodású. Ez a Fidelitas küldetése is: a fiatalok körében népszerűsíteni a nemzet iránti elkötelezettséget és a konzervatív értékeket.”

### Önkormányzati szerepvállalás
Mohácsy 2019-ben Biatorbágy Város önkormányzati képviselőjévé választották. Az önkormányzati munka során számos bizottság munkájában részt vett, és kiemelt figyelmet fordított a pénzügyi és városfejlesztési ügyekre.2024-től a Pénzügyi és Városfejlesztési Bizottság, valamint a Pénzügyi és Ügyrendi Bizottság elnöki tisztségét tölti be. Korábban, 2019 és 2024 között a Pest Vármegyei Közgyűlés tagjaként is tevékenykedett.